# Bisanthe tricolor
Bisanthe tricolor är en bönsyrseart som beskrevs av Werner 1923. Bisanthe tricolor ingår i släktet Bisanthe och familjen Mantidae. Inga underarter finns listade i Catalogue of Life.